# Ana Mercedes Gómez
Ana Mercedes Gómez Martínez es una política, comunicadora social, empresaria de medios, periodista y educadora colombiana, miembro del Partido Centro Democrático.
Fue senadora de la República de Colombia por el uribismo, y renunció a su curul argumentando problemas de salud. Entre 1991 y 2012 fue la directora del periódico El Colombiano.

## Biografía
Comunicadora social, educadora, exdirectora del periódico El Colombiano de Medellín entre 1991 y 2012. Comunicadora social y Licenciada en Educación de la Universidad Pontificia Bolivariana, fue miembro de la Comisión de Notables, en el proceso de paz del Caguán.
Hace parte de una familia tradicional del conservatismo antioqueño: su papá era muy cercano a Jota Emilio Valderrama y es hermana de Juan Gómez Martínez, quien ocupó diversos cargos en la región y el país, y siempre ha tenido el apoyo electoral de Fabio Valencia Cossio.
También fue conocida por el escándalo Agro Ingreso Seguro (AIS), programa del que habría recibido recursos, según publicaciones de columnistas, sin embargo, ella desmintió los señalamientos al explicar que no recibió subsidios de AIS, sino que tuvo un préstamo del Banco Agrario, por 82 millones de pesos, para reparar una parcela destruida por el invierno en el sector de Sajonia, del municipio de Rionegro, Oriente Antioqueño.
Inicialmente en El Colombiano le dio un gran impulso a asuntos de Derechos Humanos y se hizo cercana a la izquierda del departamento en los noventa, cuando la Corriente de Renovación Socialista, que tenía un apoyo en Urabá, llegó a ofrecerle ser parte de una lista al Congreso. Pero luego sufrió una transformación con la llegada de Álvaro Uribe Vélez al gobierno y se convirtió en una ferviente defensora del presidente, a la vez que Uribe y Valencia, antes enconados rivales políticos, terminaron siendo aliados.
Su salida del diario El Colombiano en 2012, puso fin a 20 años de la línea editorial favorable al expresidente Uribe.